# Energiföretagen Sverige
Energiföretagen Sverige är en branschorganisation för den svenska energibranschen. Föreningen bildades i april 2016 av medlemmarna från föreningarna Svensk Energi och Svensk Fjärrvärme. Energiföretagen har huvudkontor i Stockholm och kontor även i Bryssel.
Föreningens huvudsakliga ändamål är att tillvarata medlemmarnas och energibranschens intressen genom opinionsbildning och påverkansarbete och vara remissinstans för svenska beslutsfattare. Verksamheten ska också bidra till en ökad förståelse för elens och fjärrvärmens roll för samhällets utveckling och en mer effektiv energianvändning. Energibranschen har en stor betydelse för Sveriges ekonomi. Branschen sysselsätter omkring 30 000 personer och investerar 30–40 miljarder kronor årligen. 
Energiföretagen samlar cirka 400 företag. Bland medlemmarna finns elproducenter, elhandelsföretag och elnätsföretag. Många medlemsföretag har också en värmeverksamhet. Organisationen bedriver en omfattande utbildningsverksamhet. Det bedrivs även en förlagsverksamhet med tidningarna ERA och EL.

## Svensk Energi

### Svenska elverksföreningen
Sverige var fortfarande ett fattigt jordbruksland när elektrifieringen inleddes. Grundstenen lades år 1902 då riksdagen antog den ellag som delvis gäller än idag. Branschen ansåg att den nya ellagen behövde granskas och tillämpas med omdöme. Därför bildades Svenska elektricitetsföreningen redan år 1903. Under namnet Svenska elverksföreningen samlades så småningom i stort sett alla landets eldistributörer; kooperativa, privata, kommunala och till slut även statliga. Föreningen var med och bildade Svenska elektriska materielkontrollanstalten år 1925. Svenska elverksföreningen var också en av grundarna till Föreningen för elektricitetens rationella användning (Fera) år 1927 som började ge ut tidningen ERA, Nordens äldsta facktidning, år 1928.

### Vattenkraften byggs ut
Ursprungsdokumentet om ett svenskt vattenkraftsförbund är undertecknat den 9 september 1908 av ingenjör Sven Lübeck som var en av tio herrar i organisationskommittén. År 1909 bildades så Svenska vattenkraftföreningen. År 1918 antog riksdagen den lag som möjliggjorde utbyggd vattenkraft. Lagen stimulerade till samverkan mellan konkurrenter, ett samarbete som präglat elhistorien i Sverige i hög grad i internationell jämförelse. Sveriges första statliga vattenkraftverk var Olidans kraftverk i Trollhättan år 1910 vilket också var den anläggning som blev starten på Kungliga vattenfallsstyrelsen.
På 1910-talet kom elektrifieringen av järnvägarna efter ett inledande, historiskt utredningsarbete som drevs av Robert Dahlander på uppdrag av Kungl järnvägsstyrelsen (Statens järnvägar). Ett pionjärprojekt var malmbanan mellan Kiruna och Riksgränsen som var klart år 1915 med el från Porjus kraftstation.
1930-talet blev starten för stamnätets tillkomst. År 1936 överfördes för första gången el från norra till mellersta Sverige och år 1938 startades samkörning av kraftverk i hela Sverige. År 1940 fanns det 4 000 elföreningar som distribuerade el. Det fanns 4 000 småkraftverk ute i bygderna. Varje kraftanläggning arbetade länge som lokalt företag utan samkörning med grannarna. Dessa utbyggnader under stor frihet kallades ”det svenska systemet” vilket var ett begrepp som myntades av Sven Lübeck. Detta system sågs som en fördel. Elektrifieringen av Sverige var i stort sett genomförd under 1950-talet tack vare de många elföreningarna och de kommunala elverken. 
Älvutbyggnaden tog fart under 1940-talet. Indalsälven var först ut, följd av Ångermanälven och Faxälven. Vid samma tid började också Vattenfallsverket (nuvarande Vattenfall AB) utbyggnaden i Lule älv. År 1942 hade Sverige världens längsta sammanhängande elektrifierade järnvägslinje, Trelleborg–Riksgränsen, en sträcka på 2 022 km.
Vattenfallsverket fick regeringens uppdrag att bygga och driva nya stamledningar. År 1952 var det världspremiär för 380 kV spänning i stamnätet, i samverkan mellan stat och privata bolag inom stamlinjenämnden. Därmed påbörjades en storskalig utbyggnad av vattenkraften i Norrland. Samtidigt kom intresset för kärnkraft. År 1957 beslutade stadsfullmäktige i Stockholm att bygga en reaktor i Ågesta. Det gav värme och el till Farsta i tio år tills det togs ur drift år 1974. 

### ”Freden i Sarek”, kärnkraften och avregleringen av elmarknaden
Under 1960-talet stannade vattenkraftens frammarsch av när motstånd mot utbyggnaden uppstod. "Freden i Sarek" 1961 innebar att flera orörda älvar skulle sparas; Torne älv, Kalixälven och Pite älv. (Efter omfattande protester mot utbyggnaden av Vindelälven sparades även den till slut.) Då började alternativen på allvar att ses över. Utbyggnaden av olje- och koleldade kraftverk fortsatte med Karlshamnsverket. Stora anläggningar fanns redan:  Stenungsunds kraftverk, Västerås ångkraftverk och Hässelbyverket. Det stora hoppet ställdes till kärnkraften, med stor politisk enighet bakom. Reaktorer beställdes i Oskarshamn samt Ringhals, och staten bildade Asea Atom tillsammans med Asea. 1970-talet präglades av oljekris och storskalig utbyggnad av kärnkraften. Efter politisk debatt tilläts tolv reaktorer på fyra platser; Oskarshamn, Ringhals, Barsebäck och Forsmark. Kärnkraftsolyckan i Harrisburg 1979 följdes av en svensk folkomröstning 1980. Kärnkraften blev nu ett hett debattobjekt. Under 1980-talet fick också miljöfrågorna sitt genombrott. Olyckan i Tjernobyl 1986 innebar att avvecklingen av kärnkraften fick en tidsplan, ett beslut som sedan ändrats i omgångar. Idag tillåts åter svenska kärnkraftverk att byggas.
Sedan 1990-talet har den avreglerade elmarknaden - avregleringen skedde 1996 - dominerat händelserna. Samtidigt har behovet av en omställning av energisystemet skjutit fart. Sedan 1990-talet har främst biobränsleeldade kraftvärmeverk och vindkraftverk byggts. Två större naturgasdrivna kraftvärmeverk har dessutom byggts: Rya Kraftvärmeverk i Göteborg och Öresundsverket i Malmö. 
I slutet av år 2000 bildades Svensk Energi genom en sammanslagning av Kraftverksföreningen och Sveriges Elleverantörer (SVEL). Tre år tidigare hade SVEL bildats genom att Svenska Elverksföreningen och REL gått samman. I samma skede gick Kraftindustrins Utbildningsråd (UR) upp i SVEL. Via Svensk Energi samorganiserades således Sveriges elproducenter, elnätsföretag och elhandelsföretag för första gången. 

## Svensk Fjärrvärme
Svensk Fjärrvärme var en branschorganisation för företag i Sverige som producerar fjärrvärme, kraftvärme och fjärrkyla. Föreningen bildades 1949 och avslutades 2016, i och med att medlemmarna istället bildade Energiföretagen Sverige, tillsammans med medlemmarna i Svensk Energi.
Svensk Fjärrvärme hade vid avslutningen cirka 140 medlemsföretag över hela landet. Utöver dessa var ytterligare 60 företag, bland annat leverantörer och konsulter, anslutna till branschorganisationen. Organisationens medlemmar stod för 98 procent av fjärrvärmeleveranserna i Sverige, där fjärrvärme är den enskilt största uppvärmningsformen.

## Elforsk
Elforsk var de svenska elföretagens forsknings- och utvecklingsbolag. Elforsks forskningsverksamhet överfördes den 1 januari 2015 till Energiforsk AB.